# Condado de Montesclaros de Sapán
El Condado de Montesclaros de Sapán es un título nobiliario español creado por Carlos III con el vizcondado previo de Anda y Mayo el 17 de diciembre de 1765 en favor de Pedro de Azaña Palacios y Maldonado, vecino de Lima.

## Condado de Montesclaros de Sapán
|                         | Titular                                           | Periodo                 |
| Creación por Carlos III | Creación por Carlos III                           | Creación por Carlos III |
| ----------------------- | ------------------------------------------------- | ----------------------- |
| I                       | Pedro de Azaña Palacios y Maldonado               | 1765-1787               |
| II                      | Antonio Palacio de Azaña y Muñoz de Loayza        | -1821                   |
| III                     | Fernando Palacio de Azaña y Fernández de Zorrilla | -1894                   |
| IV                      | Paulina Feliú y Palacio de Azaña                  |                         |
| V                       | María Luisa de Vinuesa y Besson                   |                         |
| VI                      | Alejando Alcañiz y Barroeta                       |                         |
| VII                     | María Luisa Alcañiz y González                    | 1994-Presente           |

## Historia de los Condes de Montesclaros de Sapán
- I conde: Pedro Antonio de Azaña Palacios y Maldonado (Lima, ¿-Madrid, 1787), mayordomo de semana de Carlos III.

1. Casado en Lima con Ángela Teresa Bravo del Ribero y Zabala, hija de Pedro Bravo del Ribero y Correa.
2. Casado en 1781 en segundas nupcias con Ángela Muñoz Jofre de Loayza y Salcedo. Le sucedió su hijo:

- II conde: Antonio Palacio de Azaña y Muñoz de Loayza (Madrid, 1778-Valencia, 1821), coronel de los Reales Ejércitos y alcalde mayor de Burgos.

1. Casado en Valencia (1807) con Juana Ramona Fernández de Zorrilla y Carrillo, VIII marquesa de Fuente Pelayo. Le sucedió su hijo:

- III conde: Fernando Palacio de Azaña y Fernández de Zorrilla (Bilbao, 1815-Madrid, 1894), marqués de Valdefuentes

1. Casado en Madrid (1840) con Paulina de Aguilera y Santiago de Perales, hija del marqués de Benalúa. Le sucedió su nieta:

- IV condesa: Paulina Feliú y Palacio de Azaña (Madrid, 1864-Benisa, Alicante, 1938)

1. Casada en Madrid con José Barroeta y Jiménez. Le sucedió una bisnieta del II conde:

- V condesa: María Luisa de Vinuesa y Besson

1. Casada con Amaino Masa y Lezcano. Le sucedió un nieto de la IV condesa:

- VI conde: Alejando Alcañiz y Barroeta (Valencia, 1923-Málaga, 1992), marqués de Valdefuentes de Alcañiz

1. Casado en Tetuán (1952) con María Luisa González Arrabal. Le sucedió su hija:

- VII condesa: María Luisa Alcañiz y González (Tetuán, 1953-)

1. Casada en Málaga (1974) con Fernando Jiménez Durán.